# Córdova (província da Espanha)
Córdova (em espanhol: Córdoba) é uma província da Espanha e uma das oito províncias que compõe a comunidade autónoma da Andaluzia. Sua capital é Córdova, cidade antiquíssima, onde se encontra uma famosa catedral.

## História

Castelo de Almodóvar del Río

Reino de Córdoba em 1590 segundo os votos das Cortes de Castela

O Real Decreto de 30 de novembro de 1833 criou a província de Córdoba, que foi formada pela união das localidades do Reino de Córdova e dos seguintes lugares da Extremadura: Belalcázar, Fuente la Lancha, Hinojosa del Duque e Villanueva del Duque. No entanto, Chillón e sua aldeia de Guadalmez, lugares pertencentes ao reino, passaram a fazer parte da província de Ciudad Real. Além disso, a nova província incorporou dois enclaves do Reino de Jaén que existiam no reino de Córdoba: Belmez (que incluía Peñarroya-Pueblonuevo, segregada em 1886) e Villafranca de Córdoba.